# 內南里 (高雄市)
內南里位於臺灣高雄市內門區，設立於1945年，當時稱「內南村」，是因位在內門鄉南邊而得名，後來因2010年行政區改制而更名為里。該里北邊是東埔里，東、南鄰旗山區的永和、和平、鼓山、三協等里，西邊接瑞山里與以二仁溪為界的觀亭里。境內大多是丘陵、山地，唯一較為平坦的臺地位在腳帛寮。

## 聚落
- 更稠崙
- 石溝
- 將軍山
- 燕子墓
- 腳帛寮
- 雙落厝
- 竹戈寮

## 宗教信仰
- 石溝仔仙師廟
- 石溝仔順賢宮
- 腳帛寮龍角寺

## 學校
- 實踐大學高雄校區